# Chiemsee
Chiemsee er en sø i Bayern i Tyskland. Den ligger mellem byerne Rosenheim og Salzburg. Chiemsee får vand fra Tiroler Achen og Prien, og vandet løber ud i Alz. Chiemsee er delt i en større, nordøstlig Weitsee, og en sydvestlig, Inselsee.
Chiemsees kyst er ca. 64 km og kaldes.Chiemgau. Den er et kendt ferieområde. I 2001 blev der fundet en kopi af Gundestrupkarret i søen, Guldkarret fra Chiemsee.

## Herrenchiemsee, Frauenchiemsee og «Krautinsel»
De to største øer i Chiemsee er Herrenchiemsee (den største) og Frauenchiemsee, også kaldet Herreninsel og Fraueninsel. En 3. ubeboet ø hedder Krautinsel.
- På Herrenchiemsee er der blandt andet et  slot bygget af kong Ludwig 2. af Bayern i 1878. Det hedder Herrenchiemsee. Det blev aldrig bygget færdigt; det var meningen, at  det skulle være en kopi af Versailles i Frankrig. Mange af de mest interessante rum i slottet er åbne for turister, og slottet og området omkring er åbent hele sommeren.
- Frauenchiemsee er den mindste af de to største øer og huser et benediktinernonnekloster bygget i 782 og en lille landsby. Nonnerne laver Klosterlikør.

Der er også tre småøer: 
- Schalch vest for Frauenchiemsee
- To holme uden navn som ligger 54 og 80 meter syd for Krautinsel på 30 m² hver.

- Søen set fra Alperne
- Fraueninsel om vinteren
- Fraueninsel med nonneklosteret
- Schalch

- Herreninsel
- Chiemsee om efteråret
- Chiemsee om sommeren
- Chiemsee